# 臺灣謝安信仰
臺灣謝安信仰是指臺灣對東晉歷史人物謝安的信仰，在臺灣奉謝安為主神的廟宇大多是謝姓移民或漳州移民所供奉，其中有十幾間廟宇組成了「臺灣區奉祀謝安王公祖廟聯誼會」。不過雖然同樣供奉謝安，但各間廟宇對謝安的尊稱不一，有「廣惠尊王」、「護國尊王」等稱呼，而神誕日也不同。

## 沿革

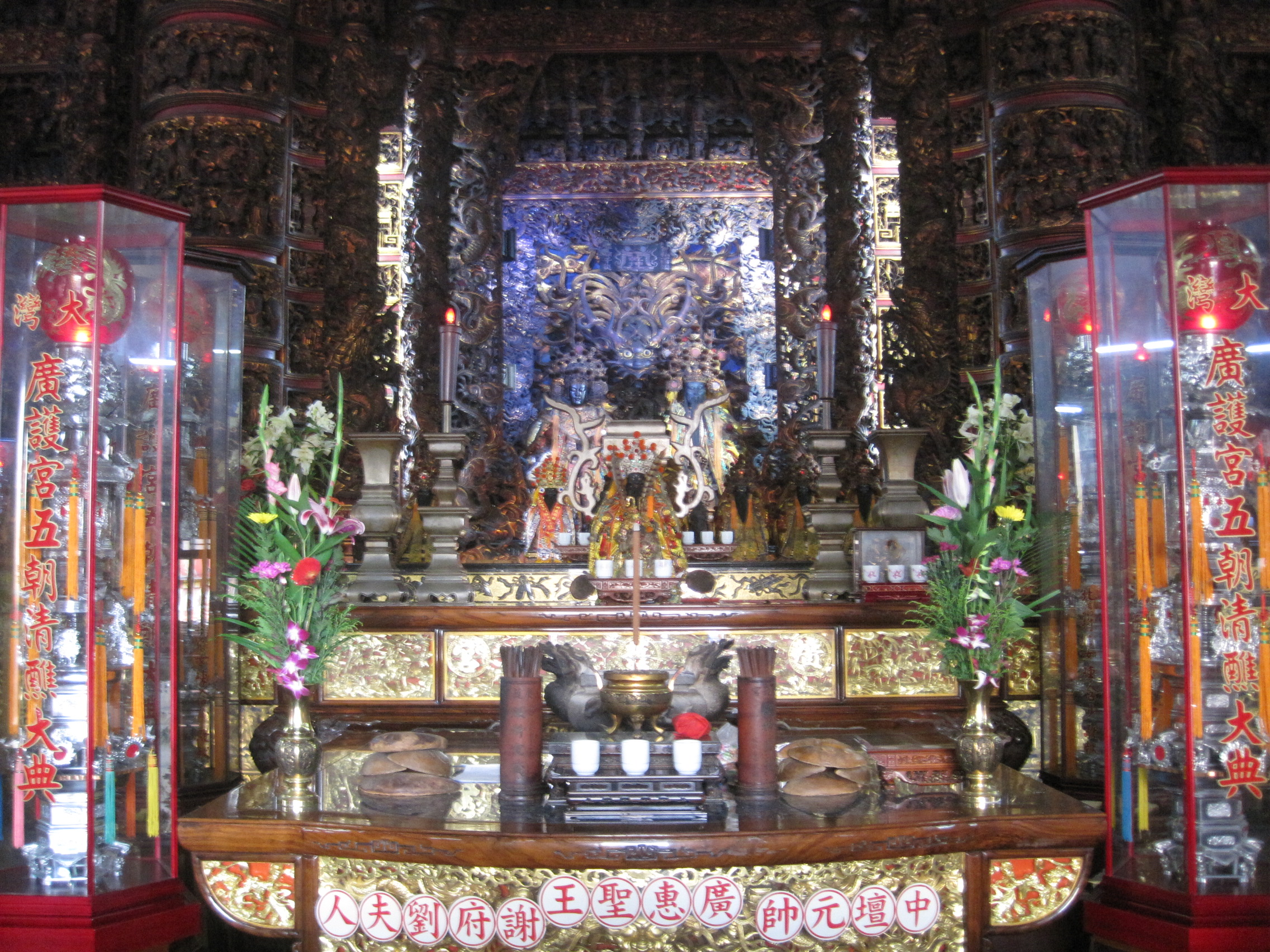
大灣廣護宮的廣惠尊王神像（圖右），有些廟宇會合祀王媽娘娘（劉夫人）（圖左）

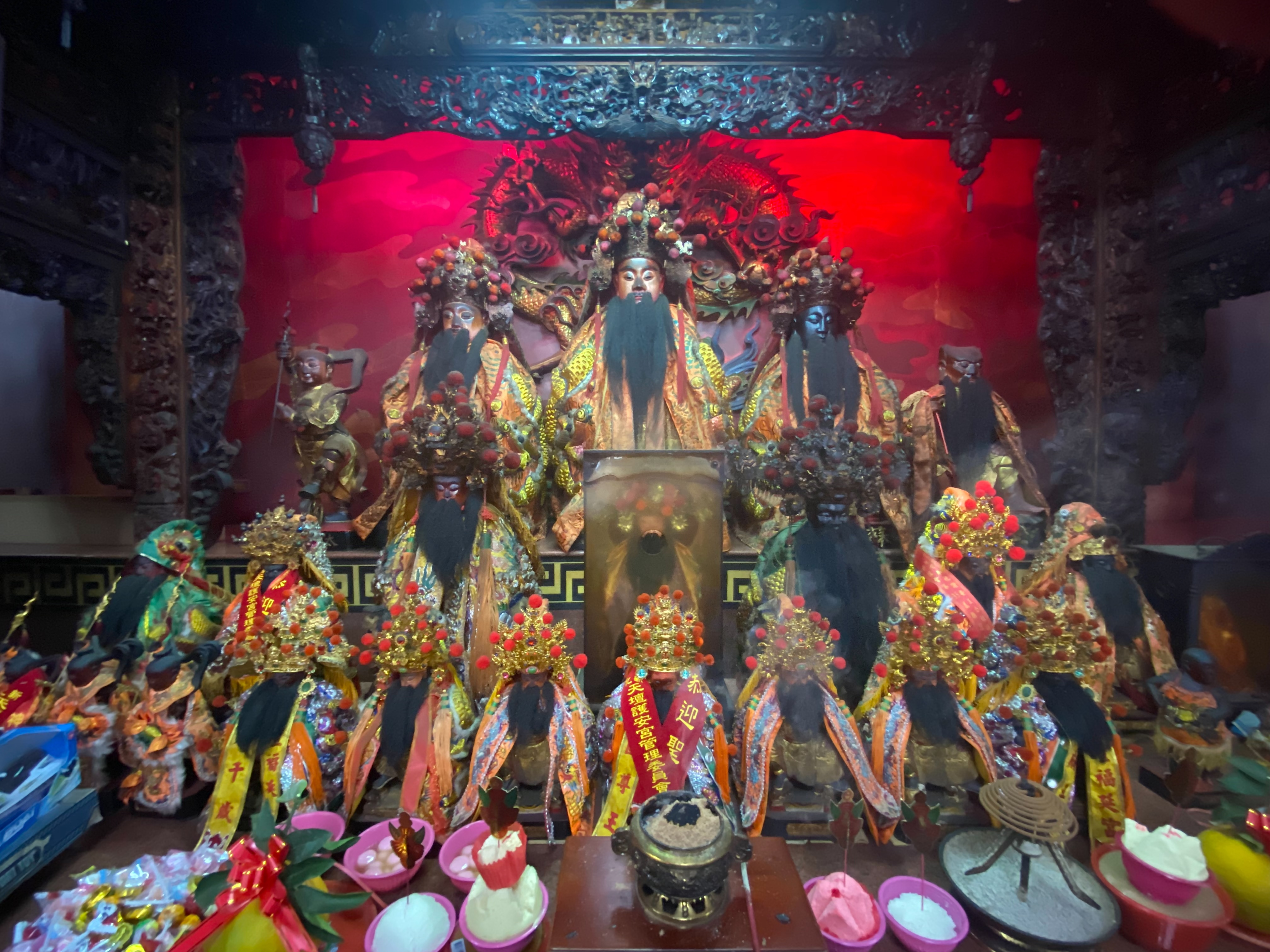
花壇福延宮的護國尊王神像與蘇府千歲、馬府王爺合祀。

謝安信仰大約是在唐代時隨陳元光（開漳聖王）進入福建，於漳州一帶發展開來:13。而後謝安信仰隨著來臺灣的謝姓移民或漳州移民進入臺灣。例如臺南永康的大灣廣護宮，便有謝德明兄弟從漳州府龍溪縣二十八都的寶樹社王公廟迎來神像的說法:56。臺南新化天壇護安宮的香火也是來是漳州府龍溪縣，而麻豆紀安宮的信仰則是從泉州來的謝姓移民所帶來，他們奉謝安為祖佛，尊稱「靈相佛公」。
民國75年（1986年）1月，臺南新化天壇護安宮當時的主任委員康萬祥發起組成「臺灣區奉祀謝安王公祖廟聯誼會」，之後於民國77年（1988年）1月12日在新化鎮活動中心正式成立，之後每年輪流舉辦聯誼大會:57。

## 臺灣謝安廟

### 臺灣區奉祀謝安王公祖廟聯誼會

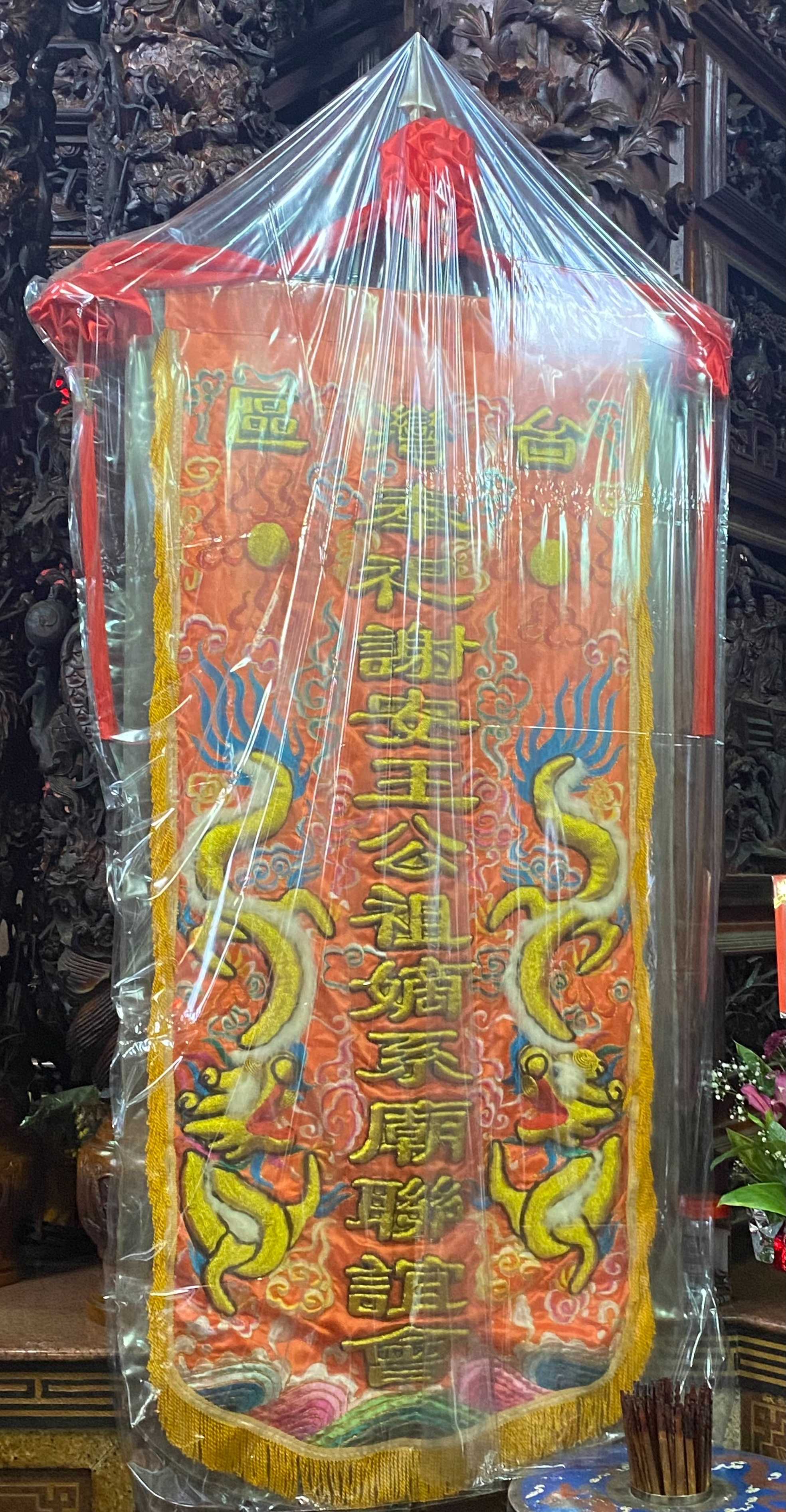
台灣區奉祀謝安王公祖嫡系廟聯誼會會旗 (Note: 台灣區奉祀謝安王公祖嫡系廟聯誼會會旗由聯誼會中各廟輪流持有，持有的該年將會負責主辦聯誼活動，民國113年(2024)由花壇福延宮舉行。)

該聯誼會據1995年的聯誼大會手冊，當時成員只有13間廟宇。後來規模逐漸擴大。
另外也有一些以謝玄為主神的廟宇加入此聯誼會，例如臺南新營的龍虎宮天恩堂和臺南永康的西勢廣興宮:21。
| 名稱             | 主神尊稱           | 神誕日（農曆） | 位置         | 備註                                                                  |
| ---------------- | ------------------ | -------------- | ------------ | --------------------------------------------------------------------- |
| 天壇護安宮       | 護國尊王           | 十一月廿五日   | 臺南市新化區 | 承辦過第1次（1988年1月）、第8次（1994年）、第18次（2004年）大會:57。  |
| 大灣廣護宮       | 廣惠聖王           | 十一月廿六日   | 臺南市永康區 | 承辦過第2次（1988年12月）、第9次（1995年）、第19次（2005年）大會:57。 |
| 林園廣應廟       | 謝府王公           | 十一月廿六日   | 高雄市林園區 | 承辦過第3次（1989年）、第13次（1999年）大會:57。                      |
| 和美慶安宮       | 謝府王爺           | 八月廿一日     | 彰化縣和美鎮 | 承辦過第4次（1990年）、第15次（2001年）、第21次（2007年）大會:57。    |
| 麻豆紀安宮       | 謝安王:58 靈相佛公 | 六月十三日     | 臺南市麻豆區 | 承辦過第5次（1991年）、第10次（1996年）、第20次（2006年）大會:58。    |
| 花壇福延宮       | 護國尊王           | 正月十三日     | 彰化縣花壇鄉 | 承辦過第6次（1993年）、第16次（2002年）大會:58。                      |
| 萬丹廍振宮       | 謝府王公           | 十一月廿六日   | 屏東縣萬丹鄉 | 承辦過第7次（1993年）、第17次（2003年）大會:58。                      |
| 東山代天宮       | 謝府三王           | 十一月廿六日   | 臺南市東山區 | 承辦過第11次（1997年）大會:58。                                       |
| 烏日寶興宮       | 廣惠尊王           | 十一月廿六日   | 臺中市烏日區 | 承辦過第12次（1998年）、第23次（2009年）大會:58。                     |
| 竹山廣安宮       | 惠王公 廣惠尊王    | 十一月廿六日   | 南投縣竹山鎮 | 承辦過第14次（2000年）、第22次（2008年）大會:58。                     |
| 臺中寶樹宮       | 謝安尊王           | 十一月初六日   | 臺中市南屯區 |                                                                       |
| 尖山顯濟殿       | 謝府靈王 顯濟靈王  | 十一月廿七日   | 澎湖縣湖西鄉 |                                                                       |
| 利澤簡廣惠宮     | 廣惠尊王           |                | 宜蘭縣五結鄉 |                                                                       |
| 竹崎安世宮       | 王聖公             |                | 嘉義縣竹崎鄉 |                                                                       |
| 田中新聖宮寶樹宮 |                    |                | 彰化縣田中鎮 |                                                                       |
| 安岐龍塘古廟     | 謝府王公           |                | 金門縣金寧鄉 |                                                                       |
| 朴子澤山宮       | 護國尊王           |                | 嘉義縣朴子市 |                                                                       |

### 其他謝安廟
| 名稱       | 主神尊稱 | 神誕日（農曆） | 位置         | 備註 |
| ---------- | -------- | -------------- | ------------ | ---- |
| 湖內寶府祠 | 謝安公   |                | 高雄市湖內區 |      |
| 佳里九龍殿 | 謝府元帥 |                | 臺南市佳里區 |      |

### 陪祀
除了主奉謝安的廟宇外，也有一些廟宇會將謝安陪祀在廟中。
| 名稱       | 尊稱            | 位置         | 備註 |
| ---------- | --------------- | ------------ | ---- |
| 臺南東嶽殿 | 護國尊王        | 臺南市中西區 |      |
| 學甲慈濟宮 | 謝府元帥 謝安公 | 臺南市學甲區 |      |
| 港口慈安宮 | 廣惠聖王        | 臺南市安定區 |      |
| 大樹三清亭 | 謝府王公        | 高雄市大樹區 |      |